# Joan Vallvé i Creus
Joan Vallvé i Creus (Barcelona, 1910 - aldaar, 1988) was een Catalaans industrieel, ingenieur en mecenas.
Samen met  Andreu en Jaume Ribera i Rovira creëert hij een van de eerste belangrijke groepen in de sector van de non-ferrometalen, Metales y Platería Ribera SA. Vallvé i Creus werd bij dat bedrijf directeur van de productie. Hij was tevens voorzitter van de Catalaanse ingenieursvereniging  en deken van het Col·legi Oficial d'Enginyers. 
In die laatste functie heeft hij geijverd voor de erkenning van het werk van de ingenieur en spraakkundige Pompeu Fabra i Poch (1868-1948) en voor het vercatalaansen van de instelling.
Hij was actief in de culturele Catalaanse beweging en steunde semiclandestien diverse culturele projecten. Als catalanistisch mecenas staat hij in 1961, nog in volle franquistische dictatuur samen Lluís Carulla i Canals, Fèlix Millet i Maristany, Joan Baptista Cendrós i Carbonell en Pau Riera i Sala aan de wieg van de culturele stichting Òmnium Cultural die de Catalaanse taal en cultuur wilde stimuleren. Hij was voorzitter van 1978 tot 1984.
Hij overleed in 1988 op 78-jarige leeftijd in zijn geboortestad.

## Erkenning
- Creu de Sant Jordi (1985)

- Catàleg d'autoritats de noms i títols de Catalunya: 981058521914206706
- Virtual International Authority File: 305862850